# Liste des intercommunalités de la Charente

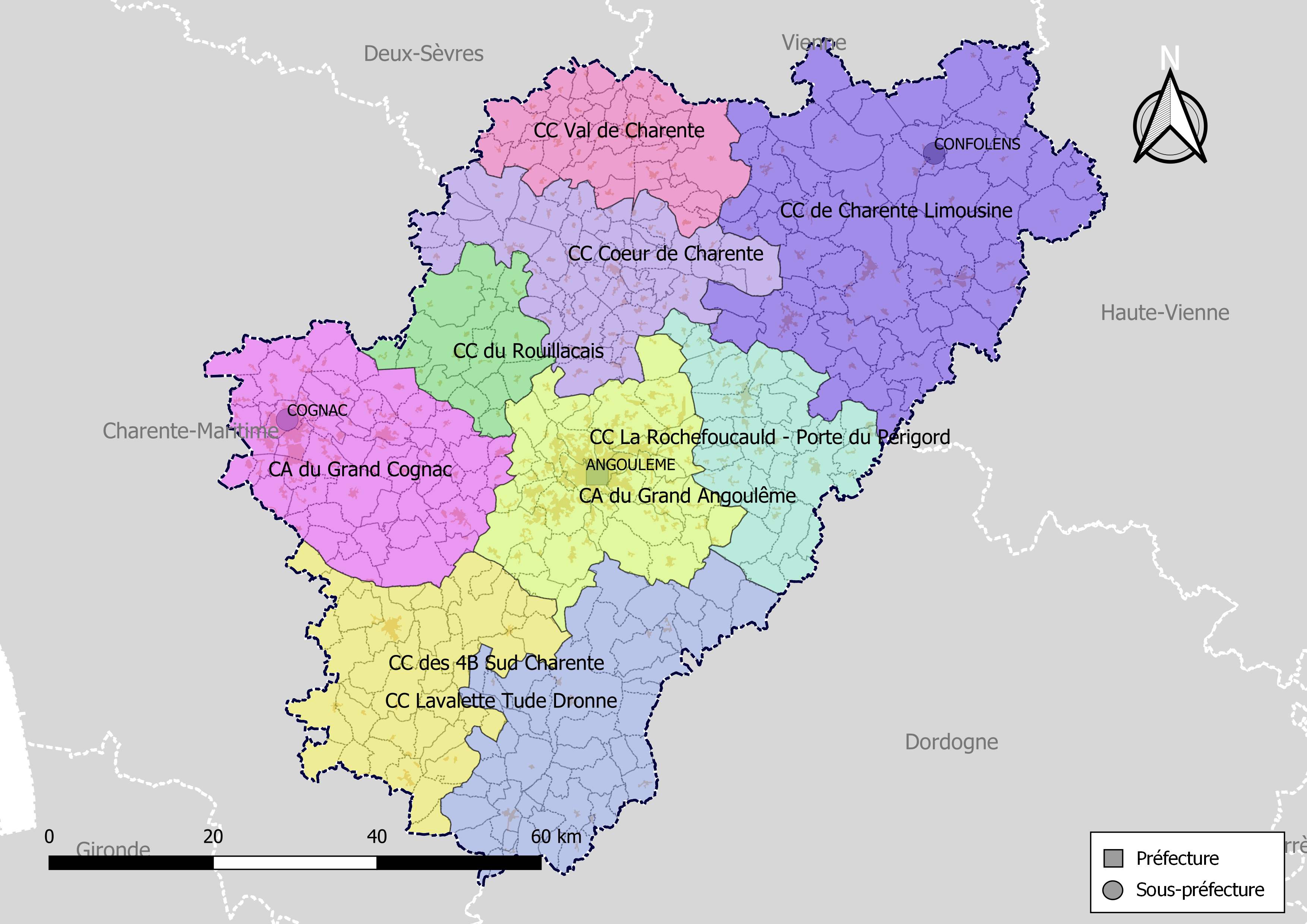
Carte des EPCI de la Charente au 1er janvier 2019.

Au 1er janvier 2019, le département de la Charente compte 9 intercommunalités à fiscalité propre dont le siège est dans le département (2 communautés d'agglomération et 7 communautés de communes).

## Liste des intercommunalités à fiscalité propre
| Forme juridique            | Nom                                     | no SIREN  | Date de création | Nombre de communes | Population (der. pop. légale) | Superficie (km2) | Densité (hab./km2) | Siège      | Président           |
| -------------------------- | --------------------------------------- | --------- | ---------------- | ------------------ | ----------------------------- | ---------------- | ------------------ | ---------- | ------------------- |
| Communauté d'agglomération | CA du Grand Angoulême                   | 200071827 | 1er janvier 2017 | 38                 | 141 997 (2021)                | 643,60           | 221                | Angoulême  | Xavier Bonnefont    |
| Communauté d'agglomération | CA du Grand Cognac                      | 200070514 | 1er janvier 2017 | 54                 | 68 951 (2021)                 | 754,30           | 91                 | Cognac     | Jérôme Sourisseau   |
| Communauté de communes     | CC de Charente Limousine                | 200072049 | 1er janvier 2017 | 58                 | 35 198 (2021)                 | 1 394,90         | 25                 | Confolens  | Benoît Savy         |
| Communauté de communes     | CC Cœur de Charente                     | 200072023 | 1er janvier 2017 | 48                 | 22 006 (2022)                 | 603,40           | 36                 | Tourriers  | Christian Croizard  |
| Communauté de communes     | CC La Rochefoucauld - Porte du Périgord | 200068914 | 1er janvier 2017 | 27                 | 21 773 (2021)                 | 468,30           | 47                 | Montbron   | Jean-Marc Brouillet |
| Communauté de communes     | CC des 4B Sud-Charente                  | 200029734 | 1er janvier 2012 | 40                 | 19 890 (2021)                 | 628,80           | 32                 | Touvérac   | Jacques Chabot      |
| Communauté de communes     | CC Lavalette Tude Dronne                | 200070282 | 1er janvier 2017 | 49                 | 17 477 (2022)                 | 755,70           | 23                 | Montmoreau | Jean-Yves Ambaud    |
| Communauté de communes     | CC Val de Charente                      | 200043016 | 1er janvier 2014 | 32                 | 13 725 (2021)                 | 419,30           | 33                 | Ruffec     | Thierry Bastier     |
| Communauté de communes     | CC du Rouillacais                       | 241600303 | 31 décembre 1992 | 13                 | 9 842 (2021)                  | 287,80           | 34                 | Rouillac   | Christian Vignaud   |

## Autres intercommunalités

### Listes des Pays
Pendant quelques années, au début du XXIe siècle, les communautés de communes ont été réparties dans six pays :
- Pays de Charente Limousine
- Pays d'Entre Touvre et Charente
- Pays d'Horte et Tardoire
- Pays Ouest-Charente Pays du cognac
- Pays du Ruffécois
- Pays Sud Charente

## Histoire

### Évolutions en 2017
- Grand Angoulême est créé le 1er janvier 2017 par fusion de quatre intercommunalités : la Communauté d'agglomération du Grand Angoulême, la Communauté de communes de Braconne et Charente, la Communauté de communes de Charente-Boëme-Charraud et la Communauté de communes de la Vallée de l'Échelle.
- La Communauté d'agglomération du Grand Cognac est créée le 1er janvier 2017 par fusion de cinq intercommunalités : Pays Ouest-Charente Pays du cognac, la Communauté de communes Grand Cognac, la Communauté de communes de Grande Champagne, la communauté de communes de Jarnac et la Communauté de communes de la région de Châteauneuf.
- La Communauté de communes La Rochefoucauld - Porte du Périgord est créée le 1er janvier 2017 par fusion de deux intercommunalités : la Communauté de communes Bandiat-Tardoire et la Communauté de communes Seuil Charente-Périgord.
- La Communauté de communes Cœur de Charente est créée le 1er janvier 2017 par fusion de trois intercommunalités : la Communauté de communes de la Boixe, la Communauté de communes du Pays d'Aigre et la Communauté de communes du Pays Manslois.
- La Communauté de communes de Charente Limousine est créée le 1er janvier 2017  par fusion de deux intercommunalités : la Communauté de communes du Confolentais et la Communauté de communes de Haute-Charente.

- La Communauté de communes Lavalette Tude Dronne est créée le 1er janvier 2017 par fusion de deux intercommunalités : la Communauté de communes Tude et Dronne et la Communauté de communes d'Horte et Lavalette.

### Évolutions en 2014
- La communauté de communes Val de Charente est créée le 1er janvier 2014 par fusion de trois intercommunalités : la communauté de communes des Trois Vallées, la communauté de communes du Pays de Villefagnan et la Communauté de communes de Ruffec.
- La communauté de communes Tude et Dronne est créée le 1er janvier 2014 par fusion de trois intercommunalités : la communauté de communes du Montmorélien, la communauté de communes du Pays d'Aubeterre et la communauté de communes du Pays de Chalais.

### Évolutions en 2012
- La communauté de communes des 4B - Sud-Charente est créée le 1er janvier 2012 par fusion de deux intercommunalités : la communauté de communes des 3B - Sud-Charente et la Communauté de communes du Blanzacais.